# Буськ
Буськ (Бужеськ, Бужськ, Бузьк) — місто в Україні, центр громади в Золочівському районі Львівської області.

## Географія
Відстань до обласного центру становить 51 км, що проходить автошляхами місцевого та міжнародного значення E40. Відстань до найближчої залізничної станції Красне становить 5 км.

## Клімат
У Буську клімат помірно теплий. Середня температура повітря — 9.0 °C. Середньорічна норма опадів – 785 мм.
| Кліматограма Буська | Кліматограма Буська | Кліматограма Буська | Кліматограма Буська | Кліматограма Буська | Кліматограма Буська | Кліматограма Буська | Кліматограма Буська | Кліматограма Буська | Кліматограма Буська | Кліматограма Буська | Кліматограма Буська |
| --- | ------------------- | ------------------- | ------------------- | ------------------- | ------------------- | ------------------- | ------------------- | ------------------- | ------------------- | ------------------- | ------------------- |
| С | Л                   | Б                   | К                   | Т                   | Ч                   | Л                   | С                   | В                   | Ж                   | Л                   | Г                   |
| 46 0 −6 | 46 1 −5             | 52 7 −1             | 57 14 4             | 84 19 10            | 89 22 13            | 106 24 15           | 77 24 15            | 73 19 11            | 54 13 6             | 50 7 2              | 51 2 −3             |
| Середня макс. і мін. температури повітря (°C) Атмосферні опади (мм), за рік : 785 мм. Джерело: «Climate-Data.org» (англ.) |                     |                     |                     |                     |                     |                     |                     |                     |                     |                     |                     |

## Походження назви

### Основна теорія
Назва міста є однією із найпродуктивніших словотвірних моделей творення топонімів слов'яно-руського часу, що водночас є непрямим свідченням її архаїки (порівняймо назви сусідніх та синхронних із Буськом укріплених поселень того часу: Олескъ (сучасне Олесько), Пльсньскъ (сучасне Пліснесько), Лучьскъ (Луцьк), Турийскъ (Турійськ). У літописах та історичних хроніках, починаючи з кінця XI століття, зафіксовано чимало фонетичних варіантів ойконіма: Боужьскъ, Бужьскъ, Бужскъ, Бускъ, Буско, Бусько, Бузьк. З точки зору етимології назва міста є відгідронімним суфіксальним утворенням від основи «Буг» (буг + ськ). Дослівна етимологія: «місто на Бузі» чи «бузьке місто». У Староукраїнській (руській) мові це звучало приблизно як «бужьсъкъ городъ». Таким чином, на перших етапах творення ойконіма лексема «бужьсъкъ» сприймалася як прикметник (відад'єктивний субстантив) і лише згодом відкинула від себе факультативний іменник-додаток «городъ», ставши повноцінним міським топонімом. Цікаво, що за нормативними правилами української літературної мови сучасна назва міста мала б звучати як «Бузьк»: Бужеськ-Бужськ-Бузьк. До витворення сучасного фонетичного варіанту назви міста спричинилася інерція діалектного та розмовного мовлення (дисиміляція приголосних) і, можливо, вплив польської мови (Busk), а також той факт, що саме у такій автентичній мовній формі назва міста свого часу потрапила у офіційну адміністративну документацію.

### Альтернативні теорії
Народна етимологія (псевдоетимологія) пов'язує назву міста із діалектною назвою лелеки («бузьок», «бузько»), що зображений на міській геральдиці і з образом якого пов'язана легенда про заснування міста (в основі сюжету легенди оповідь про те, як лелека (бузьок), який кружляв у повітрі над густим лісом, начебто допоміг дружині Давида Ігоровича вибратися із боліт на суху горбисту місцевість, де князь звелів спорудити укріплення майбутнього міста — Буська).
Окремі дослідники, як-от Михайло Тихомиров, (головно на підставі етимологічно-лінгвістичних аналогій) співвідносять назву міста із іменем слов'янського вождя Божа. Коренем своїм це ім'я збігається з племінною назвою бужан.

## Легенда про заснування
Легенду про заснування міста увів у науковий ужиток галицький краєзнавець і публіцист Антоній Шнайдер. У 1866 році на сторінках львівської «Літературної газети» він друкує серію матеріалів «Міста і містечка в Галичині», серед яких була і краєзнавча праця «Місто Буськ — Венеція польська» (№ 44-48). З-поміж інших матеріалів Шнайдер вміщує у дописі легенду із начебто знайденого ним руського літопису під назвою «Пам'ятка отця Афанасія»:
«Давид Ігорович, ще як Володимирський князь, виїхав разом з боярами оглянути межі свого князівства, щоб укріпити оборону його околиць. Змучений тривалою мандрівкою, він вирішив зупинитися на відпочинок. Але відповідного місця для цього не знаходив — довкруги були болота. Тоді один з княжих слуг на ім'я Свойко, побачивши бузька, що кружляв, порадив зупинитися там, де він сяде. Князь послухав його. Бузько привів їх на берег річки. Там вони побачили хатину, капличку і сад, у якому працювали два монахи. Місце виявилося дуже вигідним для будівництва укріплення, і князь за порадою цих монахів звелів будувати двір для себе і будинки для своїх бояр. Так виникло місто, і в честь бузька, який вказав дорогу князю, його було названо Буськом».
Більшість дослідників піддають сумніву автентичність легенди, оскільки у жодному іншому писемному джерелі легенда не зафіксована. Факт існування «Пам'ятки отця Афанасія» теж нічим не підтверджений. Очевидно, легенда про заснування Буська є літературною містифікацією (підробкою) А.Шнайдера. Легенду про заснування Буська у 1871 році реплікував у своїй праці про історію міста інший галицький історик та краєзнавець Венедикт Площанський.
У «Географічному словнику Королівства Польського» вказано, що місто існувало у IX столітті, від князя Земовита отримало певні вольності.

## Міська геральдика

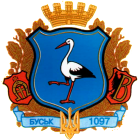
Герб міста з «буськом»

А. Шнайдер, імовірно, є «батьком» ще однієї цікавої легенди, що пояснює міську геральдику Буська:
«…бузьок на блакитному фоні, що понуро стоїть серед мочарів на одній нозі, повернутий до переду лівим боком»:
«Усілякі несправедливості і заздрість Святополка — Великого князя Київського позбавляють Давида спадкового володимирського престолу і залишають йому лише землі Буська (1100), що стають прихистком для його двору і адміністрації. Відтоді осміяно малоземельного князя Давида і названо „буськом“, що стоїть на одній нозі».

## Проблема міської хронології
Перша згадка про місто (староукр. Божьскъ — Бужьскъ) в літописі «Повість временних літ» датується 1097—1098 роками у «Повісті про Василька Ростиславича». Про місто згадують, як про вже добре укріплений город:
«Посем же приходящю Велику дни, поиде Давыдъ, хотя переяти Василкову волость; и усрѣте и́ Володарь, брат Василковъ, у Божьска. И не смѣ Давыдъ стати противу Василкову брату, Володарю, и затворися в Бужьскѣ, и Володарь оступи и́ в городѣ» («По тому ж, як надійшов Великдень, пішов Давид забирати Василькову волость; та перестрів його Володар, брат Васильків, біля Божська. І не наважився Давид стати супроти Василькового брата Володаря і заперся у Бужську, а Володар почав облогу міста»).
Теза про те, що засновником Бужська міг бути волинський князь Давид Ігорович, як про те розказує легенда про заснування міста, не витримує жодної наукової критики. За даними археології, оборонні вали Великого городища літописного Бужська споруджено у другій половині X століття, тобто, як мінімум, за 150 років до подій, описаних у літописі. Окрім того, Буськ як центр племінного союзу бужан у сучасних межах міг існувати вже у VI столітті.

## Дослідники міської історії
Першим дослідником і популяризатором історії Буська був галицький історик, краєзнавець та архівіст Антоній Шнайдер. У 1866 р. на сторінках львівського часопису «Dziennik Literacki» (№ 44—48) він публікує монографію польською мовою під назвою «Miasto Busk Wenecja polska» (укр. «Місто Буськ — Венеція польська»).
Історичний фактаж А. Шнайдера майже в повному обсязі використав галицький історик-москвофіл Венедикт Площанський у праці, написаній «язичієм», «Буск, город и бывшее княжество т. ж. имени на Галицкой Руси» («Місто Буськ та однойменне колишнє князівство в Галицькій Русі»), що була опублікована у «Литературному сборнику Галицко-Русской матицы» за 1871 рік.
У міжвоєнний період княжу історію Буська досліджували:
- львівський історик та журналіст Микола Голубець («Белз, Буськ, Звенигород», Львів, 1927);
- археолог-аматор Лев Чачковський (незавершена праця «Княжий Буськ», 1933);
- польський краєзнавець о. Броніслав Фалінський (стаття «Busk» у книжці «Powiat Kamionka Strumiłłowa», 1935).

У радянські часи інформація про Буськ з акцентом на сучасний (радянський) період його історії була вміщена у енциклопедичному виданні Історія міст і сіл Української РСР Львівська область (1968).
У період незалежної України окремими виданнями вийшли праці отця Володимира Чучмана «Буськ. Історико-краєзнавчий нарис» (Львів, 1993) та Івана Савчина «Буськ у вирі століть» (Львів, 1996).

## Археологічні дослідження міста
Під час системних археологічних досліджень території міста (2000—2013) виявлено об'єкти різної часової та культурної належності: культури лінійно-стрічкової кераміки, локального варіанту трипільської культури, артефакти та споруди малицької, висоцької, черняхівської культур.
Ґрунтовніші відомості про вік Буська дають археологічні знахідки на його теренах. На території сучасного Буська виявлено три городища слов'яно-руського часу: так зване «Велике», «Мале» (на території міського парку при злитті річок Західний Буг та Полтви), і «Волянське» (на території передмістя Воляни). Фактично на усій території літописного міста фіксуються залишки жител, знаряддя праці та інші побутові речі, що датуються VIII—XIII століть.

## Історична топоніміка Буська

### Гідронімія
Велика кількість рік і потічків сприяла створенню неповторного гідроландшафту міської території (у XVIII—XIX століттях за Буськом навіть закріпилася назва «Галицька Венеція»). Попри архаїчність форми, у гідроніміконі Буська легко читається етимологічна віднесеність до характеристичних ознак водних об'єктів чи особливостей їх локалізації, тобто в основі гідронімів закладена гідрографічна ознака, що вказує на колір, смак, зовнішній вигляд, конфігурацію русла:
Західний Буг (Бугъ, Богъ) — рівнинна річка із заболоченою заплавою, старицями та звивистим річищем — вперше з'являється на сторінках літопису поряд з етнонімом «бужани». Назва походить від індоєвропейського кореня *bheug(h) — «гнути, згинати», етимологічно споріднене з праслов'янським інфінітивом *bъgati — «вигинати, закручувати» та з праслов'янським коренем *bag- // *bog- // *bug- із реконструйованим значенням «затоплене місце; течія, потік», споріднене з праслов'янським іменником *bag-no — «багно, болото».
Полтва (Пълтва) — ліва притока Західного Бугу, річка з помірно звивистим, переважно випрямленим та обвалованим річищем. На думку З. Франко, річкові назви з формантами *-va, *-ava (Боржава, Іква, Нічлава, Ослава, Пониква, Полтва та ін.) історично є композитами, а сучасні форманти -ва, -ава є рудиментами колишнього апелятива «ріка». Назва етимологічно споріднена із праслов'янським коренем *plot, *plъt та інфінітивом *plyti — «пливти», або гіпотетичним праслов'янським коренем *plot — «широкий, повільний» (старогрецьке πλατυσ — «широкий, плоский», литовське platús — «широкий»). Первинна етимологія: «повільна, широка річка».
Солотвина — права притока Західного Бугу з місцями невиразною, подекуди заболоченою двосторонньою заплавою. Походить із праслов'янського *sоltъvina — «багнувате місце; грузьке, кисле, іржаве болото, драговина, мочар», етимологічно споріднене із праслов'янським *sоlь — «сіль».
Рокитна — права притока Західного Бугу зі слабо звивистим річищем і частково заболоченою заплавою. У минулому, до вирівнювання пригирлової частини Солотвини, була її правою притокою. Відад'єктивний субстантив від праслов'янського *orkyta — «верба». Дослівна етимологія: «болото, заросле кущами»; «мокра, заболочена низовина».
Рудна — права притока Рокитної, до середини XX століття повністю знищена меліорацією. Відад'єктивний субстантив від праслов'янського *ruda — «іржаве багно, болотистий луг», етимологічно споріднене із праслов'янським *rudъ — «червоний, рудий».
Молдова — права притока Солотвини, до середини XX століття повністю знищена меліорацією. Етимологія неясна, можливо, походить від праслов'янського кореня *moldъ — «молодий» з додаванням форманта *-va («молода, нова річка»). В. Шульгач інтерпретує назву як типовий приклад руйнування етимологічного гнізда і пов'язує гідронім із праслов'янським коренем *mъldа / *mъldъ (чеське діалектне mulda — «заглибина, канава, калюжа»; литовське mulde — «грязюка, болото»).

### Мікротопонімія

#### Середмістя Буська
На відміну від назви міста і міського гідронімікону, мікротопонімія Буська майже не зберегла архаїчних пластів слов'яно-руського періоду. Жоден із міських урбанонімів не потрапив на сторінки руських літописів X—XIII століть, а імовірні релікти топоструктури княжого міста стерлися із людської пам'яті разом із самим Бужськом, знищеним ордами Батия у 1241 році. Назва міста на більш як 100 років зникає із історичних хронік. Активна відбудова міського середмістя та фортифікацій почалася лише у XIV—XV століттях, а у 1411 році Буськ, як власність мазовецького князя Земовита IV, одним із перших в Галичині отримав магдебурзьке право. Саме у цей час економічного та культурного відродження міста формується топонімний ареал Буського Середмістя, структурований на три локаційно-хронологічні частини, що виникали в міру розширення міських територій:
Старе Місто із парафіяльним костелом Святого Станіслава, церквою Святого Миколая та синагогою (XIV—XV століття); на межі XIX та XX століть назва затерлася і змінилася на Ринок
Середнє Місто зі старостинськими будинками, канцелярією, королівським та домініканським млином та костелом Святого Духа (XV—XVI століття). Наприкінці XVIII — на початку XIX століття на центральному плато Середнього Міста функціонувала шевська фабрика Івана-Фредеріка Прешля, що забезпечувала взуттям австрійську армію. Деякий час (до палацової забудови 1810 року) цю територію називали Фабрика. На кадастровій карті 1845 року назва вже відсутня, а територію віднесено до Старого Міста.
Нове Місто з парафіяльним костелом Діви Марії з пробством та домініканським монастирем (XVI століття).
На початку XVIII ст. стараннями буського старости Йосифа-Олександра Яблоновського поряд з монастирськими землями Нового Міста споруджено нове окремо окопане місто, що було назване Яблонів (у XIX ст. цю частину Середмістя називали вже по-іншому: Мури).
Топографічна структура Буського Середмістя з незначними змінами проіснувала до середини XIX століття.

#### Передмістя Буська
Воляни — передмістя у північній частині Буська на правому березі Рокитни до впадіння її у Західний Буг; сучасна вулиця Воляни. Зважаючи на географічну та історико-археологічну специфіку передмістя, назва його походить, імовірно, зі слов'яно-руського часу. Варіантів етимології може бути декілька. Швидше за все топонім є суфіксальним утворенням від апелятива «воля» («воляни» — «вільні люди», що протиставлялися челядникам — залежному селянству). На користь цієї гіпотези свідчить той факт, що в XI столітті на Волянському замчищі, за даними археологічних досліджень, розташовувалась заміська резиденція волинського князя Давида Ігоровича. Серед малоймовірних етимологій: суфіксальне утворення з подальшим усіченням основи від ойконіма «Волинь» («волиняни» — «воляни» — «вихідці з Волині»); від апелятива «вол (віл)» («воляни» — «люди, що розводять волів»); від етноніма «волох» («волошани» — «воляни» — «вихідці з Волохії»; думка висловлена Венедиктом Площанським у зв'язку з поширеністю на передмісті прізвища Волошин). В ХІ—ХІІІ ст. на Волянах функціонує городище — дерев'яно-земляний замок, на території якого розташована Онуфріївська церква (1680).
Ліпибоки — передмістя у південній частині Буська, розташоване на правому березі Західного Бугу та лівому березі Солотвини. У руський період передмістя було щільно заселеним, про що свідчать численні знахідки керамічних та побутових артефактів періоду X—XIII століть. На східній окраїні передмістя на лівому березі Солотвини збереглися залишки давньоруського городища з валами та оборонними ровами. Як у той час називалося передмістя достеменно не відомо, але зважаючи на архаїчну форму та етимологію топоніма, можна припустити, що назва «Ліпибоки» походить саме з цього періоду. У офіційних документах топонім широко вживається з XVII століття. У період середньовіччя і до початку XX століття заселене в основній масі руським (українським) населенням. З середини XVI століття на території передмістя діяла Буська папірня. Структурно мікротопонім є композитним утворенням від словосполучення «лѣпыи бокъ» — «гарний бік», «гарна сторона». На відміну від інших міських топонімів Буська, назва «Ліпибоки» не стала офіційною назвою вулиці (сучасні міські вулиці Івана Франка та Папірня), але й досі вживається як неофіційна назва передмістя.
Підзамче — передмістя у північно-західній частині Буська, розташоване на лівому корінному березі Західного Бугу та його притоці Полтві. Охоплює сучасні міські вулиці Львівську та Підзамче. Назва передмістя співвідносна з лексикалізованим прийменниковим сполученням «під замком» («територія під (перед) замком»). Сучасну назву отримало, очевидно, у XV—XVI століттях, коли на Великому городищі звели дерев'яний замок. Виявлено сліди поселень епохи енеоліту, локальних варіантів трипільської культури (т. зв. «малицька» група кераміки). За переказами, на території передмістя з ХІ століття і аж до XVIII століття діяв монастир Отців Василіян.
Коротка Сторона — передмістя у північній частині Буська, розташоване вздовж правого берега Солотвини та її стариці, сучасна вулиця Богдана Хмельницького. Назва є композитним утворенням з прозорою етимологією, що вказує на невелику довжину центральної вулиці передмістя (900—1000 метрів) і протиставляється сусідній частині міста — Довгій Стороні. Назва фіксується на картах міста, починаючи з XIX століття територія передмістя безперервно заселена з часів неоліту. На високих корінних терасах виявлено сліди поселень лендельської (малицької) культури IV тисячоліття до н. е. та слов'яно-руського часу.

## Історія Буська

### Слов'янський період (VIII—X століття)
Вже у VI—VII століттях Буськ міг існувати як один із культурно-політичних чи економічних центрів племінного об'єднання дулібів, тим більше, що поблизу нього відомо декілька великих поселень празької культури (Ріпнів, Ракобовти). Однак археологічних підтверджень цієї думки поки що не існує. Найранішим із зафіксованого археологами матеріалу є рештки заглибленого об'єкта, розкопаного у центральній частині міста 2004 року, кераміку і речовий комплекс з якого датовано VIII століттям. Після розпаду дулібського союзу племен, який так і не переріс у перше слов'янське протодержавне утворення, Буськ стає племінним центром бужан. Назву нового племінного об'єднання професор Михайло Грушевський виводить від назви міста Бужськ, а саме утворення трактує як політичне, а не етнічно-культурне. За тією ж моделлю творилися назви інших племінних об'єднань, що прийшли на зміну великому дулібському союзу: волиняни — від племінного центру Велиня, лучани — від Лучеська, черв'яни — від Червеня.
У історичних документах IX—XI століть бужани згадуються двічі. У Баварському географі, що датується першою половиною IX століття (до 840-тих років), бужан (busani) вміщено у список 58 інших слов'янських племен і згадано про належність до племені 231 укріпленого городища.
Етнонім «бужани» ще у XI столітті був відомим Несторові-літописцеві, котрий згадує про них з-поміж 14-ти найбільших слов'янських племен напередодні утворення Руської держави: «…Бужане, зане сѣдоша по Бугу, после же велыняне…». Після того, як у ІХ-Х ст. бужани увійшли до складу Київської Русі, у давніх писемних джерелах про них більше не згадано.
За даними археологічних досліджень, у IX столітті заселеними були і середмістя, і передмістя Буська. У середині X століття на Великому городищі споруджено систему фортифікацій: вали з частоколом та оборонний рів, що були знищені 981 року під час походу Володимира Великого на Червенські городи.

### Руський період (XI— XIII століття)
Від початку XI століття й до кінця XII століття місто перебувало в руках різних господарів. У 1100 році Бужеськ став столицею удільного князівства, а правителем міста став позбавлений володимирського престолу князь Давид Ігорович. Львівський історик Л. Войтович ставить під сумнів князівсько-адміністративний статус Бужеська наприкінці XI століття, а столицю уділу Давида Ігоровича розміщує у волинський город Дорогобуж. У такому випадку першим «номінально» Буським князем був не Давид, а інший волинський князь Володимир Андрійович.
У середині XII століття Володимирська земля перебувала під правлінням старшої гілки Мономаховичів, лідер якої — Ізяслав Мстиславич — вів боротьбу за Київ зі своїм дядьком — суздальським князем Юрієм Долгоруким.
Галицький князь Володимирко Володарович (1104—1153) уклав союз із Юрієм Долгоруким, скріпивши його шлюбом сина Ярослава (1130—1187) з Ольгою Юріївною, та підтримував свого свата в його походах на Волинь. Здобувши навесні 1151 року Бужеськ, галицький князь вирішив поставити в Буській волості окремого князя. Ним став 1151 року волинський князь Володимир Андрійович, завданням якого була оборона волості від волинських військ.
У 1146 році, ставши великим князем київським, Ізяслав Мстиславич передав Володимиру Андрійовичу батьківський стіл у Володимирі. Але, втративши Київ, Ізяслав сам повернувся на Володимирію. Зрозуміло, що Володимир Андрійович, який вважав Волинь батьківською спадщиною, був ображений і відразу почав шукати допомоги в противників Ізяслава. Він утік до звенигородського й галицького князя Володимирка Володаревича, а невдовзі закріпив своє становище шлюбом із донькою лідера чернігівських Ольговичів сіверського князя Святослава Ольговича. Буське князівство він розглядав як початок відвоювання Волині. Але закріпитися там йому не вдалося. Через кілька тижнів після наступу волинських військ, які отримали підтримку з Угорщини від короля Гейзи II (одруженого зі сестрою Ізяслава Єфросинією), він утік із Буська до Юрія Довгорукого в Київ. Згодом маневрував між Юрієм Довгоруким та Ізяславом Мстиславичем, торгуючись за різні волинські волості, доки не утвердився в Дорогобужі у 1156 році. Але надія повернути собі Волинь ніколи його не покидала. Тому у 1169 році він узяв участь у поході на Київ суздальського князя Андрія Боголюбського. Перший князь Буська помер 28 січня 1170 року, його поховали в Києві поруч із батьком, проте після участі в погромі столиці дружинники не ризикнули супроводжувати його труну, і вдова ввійшла в столицю тільки в супроводі ченців і кількох слуг.
Син і наступник Володимирка Ярослав Осмомисл повернув Буськ волинським Ізяславичам: Мстислав Ізяславич тримав Володимир, Ярослав Ізяславич — Лучеськ, Ярополк-Стефан Ізяславич — Шумськ. Після відновлення галицько-волинського союзу 1157 р. Ярополк Стефан став іще й князем буським. Він підтримував старшого брата в боротьбі за Київ.
Ярополк Стефан Ізяславич помер 7 березня 1168 року. Княгиню Марію з єдиним сином Васильком, який народився близько 1151 року, перевели в Михайлів на Пороссі, а після його втрати вони повернулися в Буськ або Шумськ.
13 серпня 1170 року у Володимирі помер Мстислав Ізяславич, який домовився з братом Ярославом, що той залишить його синів на Західній Волині. Старший престол перейшов із Володимира в Луцьк. Окрім того, Ярослав вирішив залишити Східну Волинь, за своїми синами, а Західну — розділити між синами Мстислава та Ярополка. Близько 1180 року він утворив Белзьке князівство, об'єднавши давні землі бужан і черв'ян та перемістивши їх центр у Белз, який перебував посередині цих земель. Белзьке князівство отримав Всеволод Мстиславич, а Василько Ярополчич став князем дорогичинським, де невдовзі й помер (1182 рік).
Буськ став центром волості Белзького князівства, історія якого виявилася бурхливішою і цікавішою та тривала до 1462 року, коли після згасання місцевої династії його територію анексував польський монарх. Відтак Белзьке князівство перетворилося на Белзьке воєводство, центром повіту якого став Буськ.
У XIII столітті добре укріплене місто-фортеця Буськ відіграло роль форпосту на кордоні Волинського, а згодом і Галицько-Волинського князівств. У 1241 році вщент знищене ордами Батия.

### Польсько-королівський період (XIV—XVIII століття)

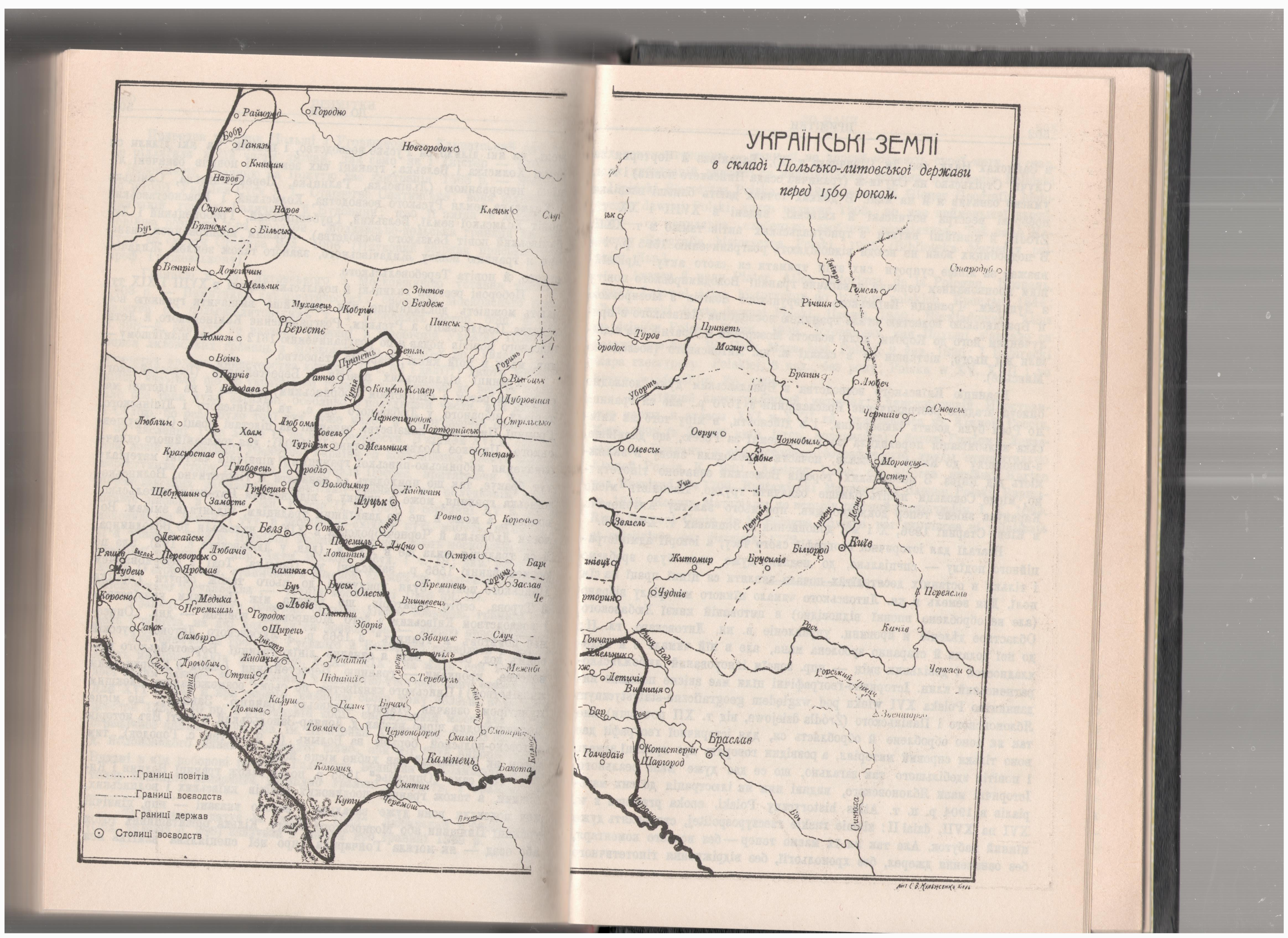
Буськ на адміністративній мапі-схемі

Місто було центром Буського повіту Белзького воєводства. Керівником повіту був староста, який представляв короля.
1411 року Буськ отримав магдебурзьке право від князя белзького Земовита IV, а після утворення Белзького воєводства (1462 рік) став центром протяжного Буського староства (щоправда, спочатку резиденцією старости був Лопатин — тепер селище міського типу Радехівського району), якому підлягало, крім Буська, ще 10 поселень. Обидва ці фактори посприяли розквіту міста в першій половині XVII століття.
Як відзначав автор «Опису географічно-статистичного повіту Кам'янецького» (Львів, 1894) Яків Миколаєвич:
|  | «Найсправедливішим і найбільше дбаючим про добро Буска виявився Станіслав Тарновський, котрий старостував тут у 1592—1618 роках. Крім многих подрібних ласк і добродійств, зробив для Буска се, що король на єго вставленє ся затвердив для міста війтівство, уряд конзулярний, а староста вивінував тих урядників 4 ланами на Німецькім боці, при чім увільнив ту землю від всяких дачок. По десятилітнім старостованю Яна (Івана) Даниловича підлягав Буск Алексанрови Конєцпольському, котрий від 1648 р. був великим гетьманом коронним, а котрого козаки прозвали «дитиною». В послідних 80 літах (від 1573–1648) велося міщанам добре, місто забудовувалося, вело користну торгівлю особливо збіжем і худобою, богатіло з того, тому 1629 року офірують самохіть 2000 золотих польських королеви на веденє війни шведської». |

Про важливу роль Буська в той період свідчить також папірня — як на XVI століття, рідкісний промисел — перша відома на території сучасної України.
Король Польщі Сигізмунд I Старий спеціальним універсалом у 1510 році заборонив українцям-некатоликам входити до міського самоуправління, членами якого мали бути лише патриції-католики.
1518 року місто пережило напад татар.
1647 року король Владислав IV Ваза виділив із Буського староства Щуровицьке (Щуровичі, Лопатин, Немилів, Оглядів, частина Стерківців), де якийсь час господарювала мати майбутнього короля Софія Теофілія Собєська з Даниловичів.
Унаслідок воєн другої половини XVII століття добробут мешканців Руського та Белзького воєводств занепав. До того ж поле між Красним і Буськом регулярно було місцем збору коронного війська до панування Яна III Собєського (однією з резиденцій якого було Олесько; зрештою, він там народився 1629 року) включно, від чого страждав і Буськ, і селяни.
На початку XV століття воно стало важливим торговим і ремісничим центром. У 1411 році Буськ, як власність мазовецького князя Земовита IV, одним із перших в Галичині отримав магдебурзьке право. Невід'ємним атрибутом міського самоуправління став герб міста, на якому зображено бузька (лелеку). Цей птах був найпопулярніший і тому почав символізувати цей край.
Через своє розташування — неподалік Чорного шляху, яким татари здійснювали грабіжницькі напади на Україну, Буськ почав зростати як оборонний центр уже з 1-ї половини XV століття. У 1516 році татари напали на місто, яке вони не змогли взяти, хоча пограбували та спалили передмістя. За татарами, що відступали кинувся навздогін 2-тисячний загін кінноти під командуванням коронного гетьмана Міколая Фірлея та подільського воєводи Марціна Камєнєцького, але вони спромоглися розбити лише дрібні загони татар.
Вигідне розташування в значній мірі сприяло швидкому його відродженню. У 1539—1541 роках з'явилася перша в Україні папірня, на папері якої надруковано «Острозьку Біблію» (1581 р.) Івана Федоровича (Федорова). У 1746 році вже діяв цех різників, засновано було цех ткачів. У наступному столітті — цехи кушнірський, кравецький, пивоварний.
Культурно-національному відродженню сприяло Буське Миколаївське братство, яке виступало проти обмежень польських феодалів.

### Австрійський період (кінець XVIII— початок XX століття)
В останні роки польського панування міщани та шляхта вели непосильну боротьбу за свої права з королівським старостою Йосифом Міром. Очевидно, для цього потрібні були кошти, яких зубожіле місто не мало. Ситуація стала нестерпною 1776 року, коли підприємливий Й. Мір викупив Буське староство в австрійського державного скарбу. В підсумку Буськ утратив привілеї вільного міста, а міщани змушені були відробляти численні повинності й навіть панщину. Від панщини Буськ звільнив імператор Йосиф II, який відвідав Буськ 1780 року, задовольнивши скаргу депутації міщан.
Реформи австрійських монархів-просвітителів, хоча й відродили інститут самоврядування й посприяли деякому пожвавленню економіки та культури, не повернули минулі розквіт і славу. Впродовж XIX—XX століть місто входило до складу Брідсько-Золочівського циркуля й Кам'янко-Струмилівського повіту Австро-угорської імперії та міжвоєнної Польської республіки.

### Новітня історія Буська (XX—XXI століття)
У 1939 року указом Президії Верховної Ради СРСР було утворено Львівську область, до складу котрої увійшов колишній Кам'янко-Струмилівський повіт Тарнопольського воєводства та отримав назву Кам'янський район, а разом із ним і місто Буськ. Потім була адміністративна реформа 1959 року, а вже у 1963 році Кам'янський район таки ліквідували, проте 8 вересня 1966 року, у результаті укрупнення адміністративних одиниць — сільських районів, утворено Буський район. Також до складу новоутвореного району увійшла частина Олеського району, який цією ж постановою був скасований.
18 липня 1944 року радянські війська знову увійшли в Буськ. Почалась відбудова зруйнованого міста. Водночас репресії і арешти тих, хто підтримував визвольну боротьбу УПА. У повоєнні роки адміністративний статус Буська сприяв (хоч і незначному) його розвитку. Так, у 1963 році район був ліквідований. Наприкінці 1966 р. Буський район почав заново функціонувати.
На відміну від інших районних центрів Львівської області, які зазнали значного піднесення внаслідок форсованої індустріалізації, ні Буськ, ні Олесько не відчуло притоку великих інвестицій, а тому залишалися переважно аграрними. План розробки родовища вугілля Буськ — Кізлів так і не реалізували. Тому здебільшого підприємства Буського району (нині їх 14) представляли й представляють харчову галузь, а Буський консервний завод, подвоївши обсяг виробництва 2012 року, увійшов до числа найкращих підприємств харчової промисловості України. Між іншим, у радянський період в Олеську діяв завод мінеральної води знаменитої марки «Олеська» (один із найпопулярніших продуктів радянської Львівщини), тепер підприємство відродили. Цікаво зауважити, що тепер у Буську розвивається й машинобудування. Це — виробництво спільного українсько-німецького підприємства «Олнова» (дочка німецької фірми Hammel Recyclingtechnik GmbH), що продукує обладнання сміттєпереробної промисловості.

## Населення
Населення, станом на 2024 рік, налічує 8250 осіб.

### Національний склад
Розподіл населення за національністю за даними перепису 2001 року:
| Національність  | Відсоток |
| --------------- | -------- |
| українці        | 98,14%   |
| росіяни         | 1,17%    |
| поляки          | 0,50%    |
| білоруси        | 0,12%    |
| інші/не вказали | 0,07%    |

### Мова
За даними всеукраїнського перепису населення 2001 року у місті мешкало 8580 осіб:
| українська | 8475 | 98,78 |
| російська  | 80   | 0,93  |
| польська   | 14   | 0,16  |
| білоруська | 6    | 0,07  |
| румунська  | 1    | 0,01  |
| інші       | 4    | 0,05  |

## Економіка
В травні 2019 року починається будівництво заводу компанії «Фіднова» з виробництва кормових протеїнових біодобавок спільно з голландською стороною. Вартість проєкту становить майже 500 млн грн. Загальна площа забудови становитиме 11,1 тис  м². Головний виробничий комплекс — 6,7 тис. м², склад готової продукції — 1 тис. м², котельня — 900 м², очисні споруди — 2 тис. м², біофільтр — 500 м².

## Визначні пам'ятки міста

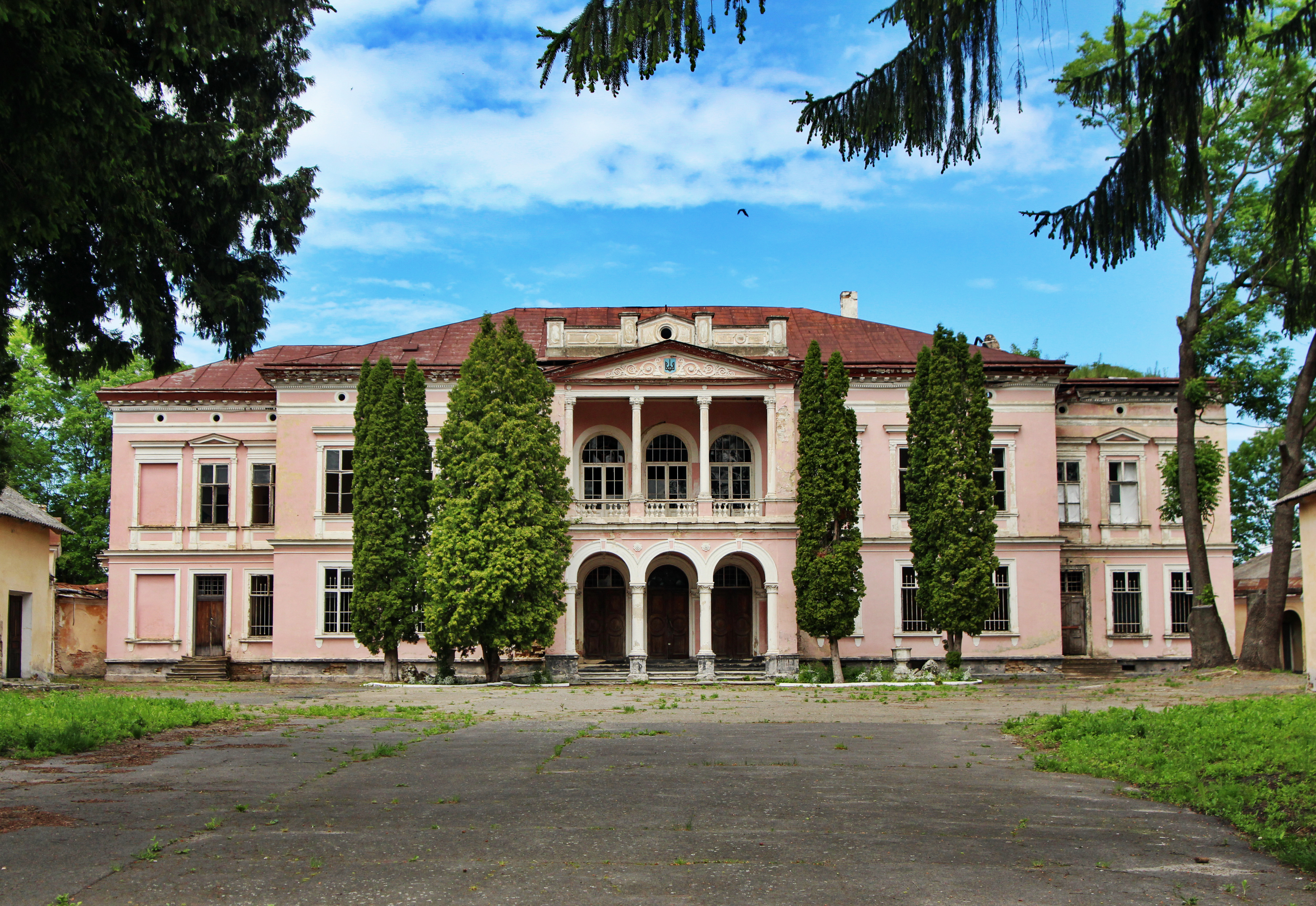
Палац графа Бадені

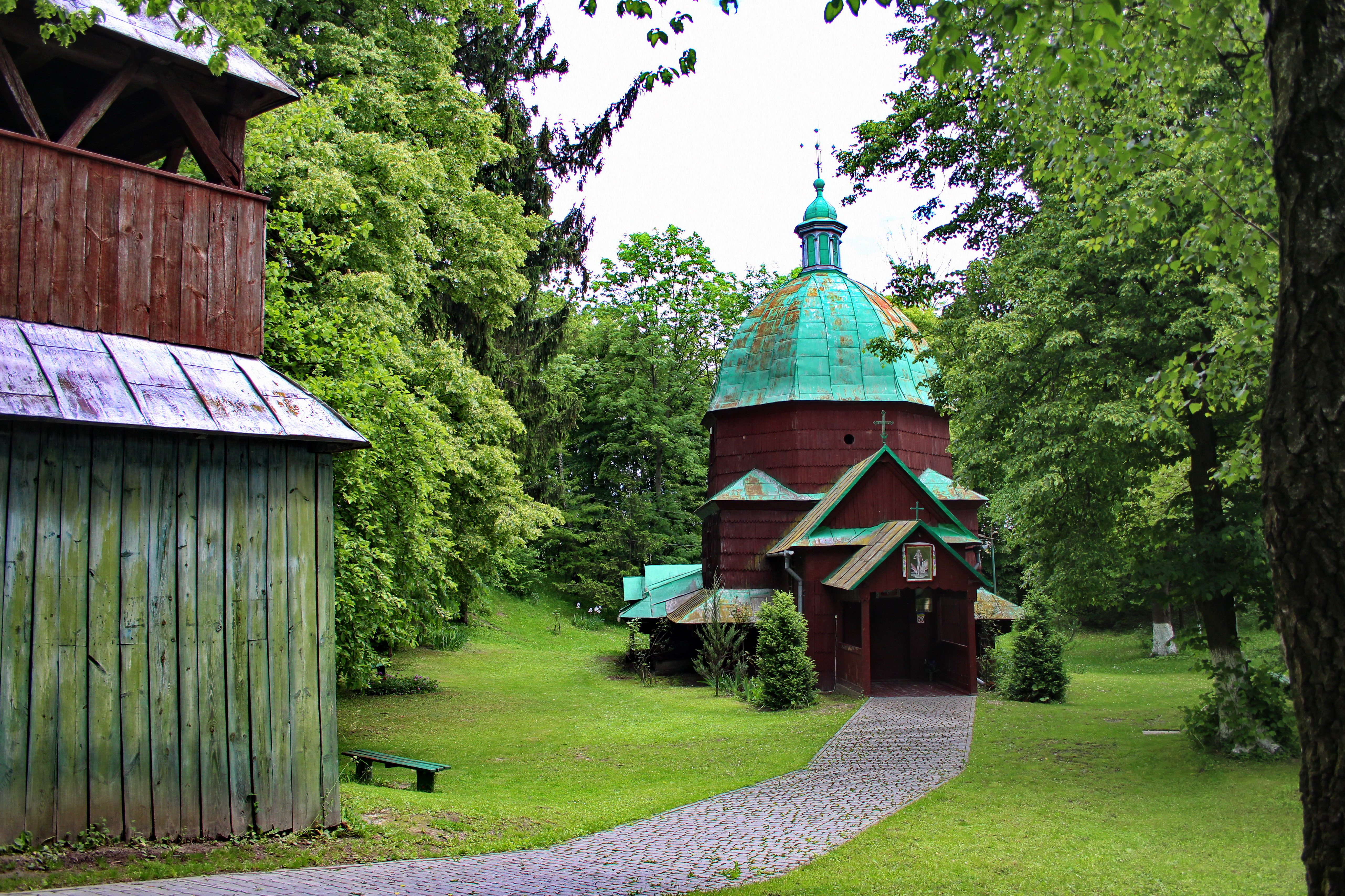
Дерев'яна церква святого Онуфрія

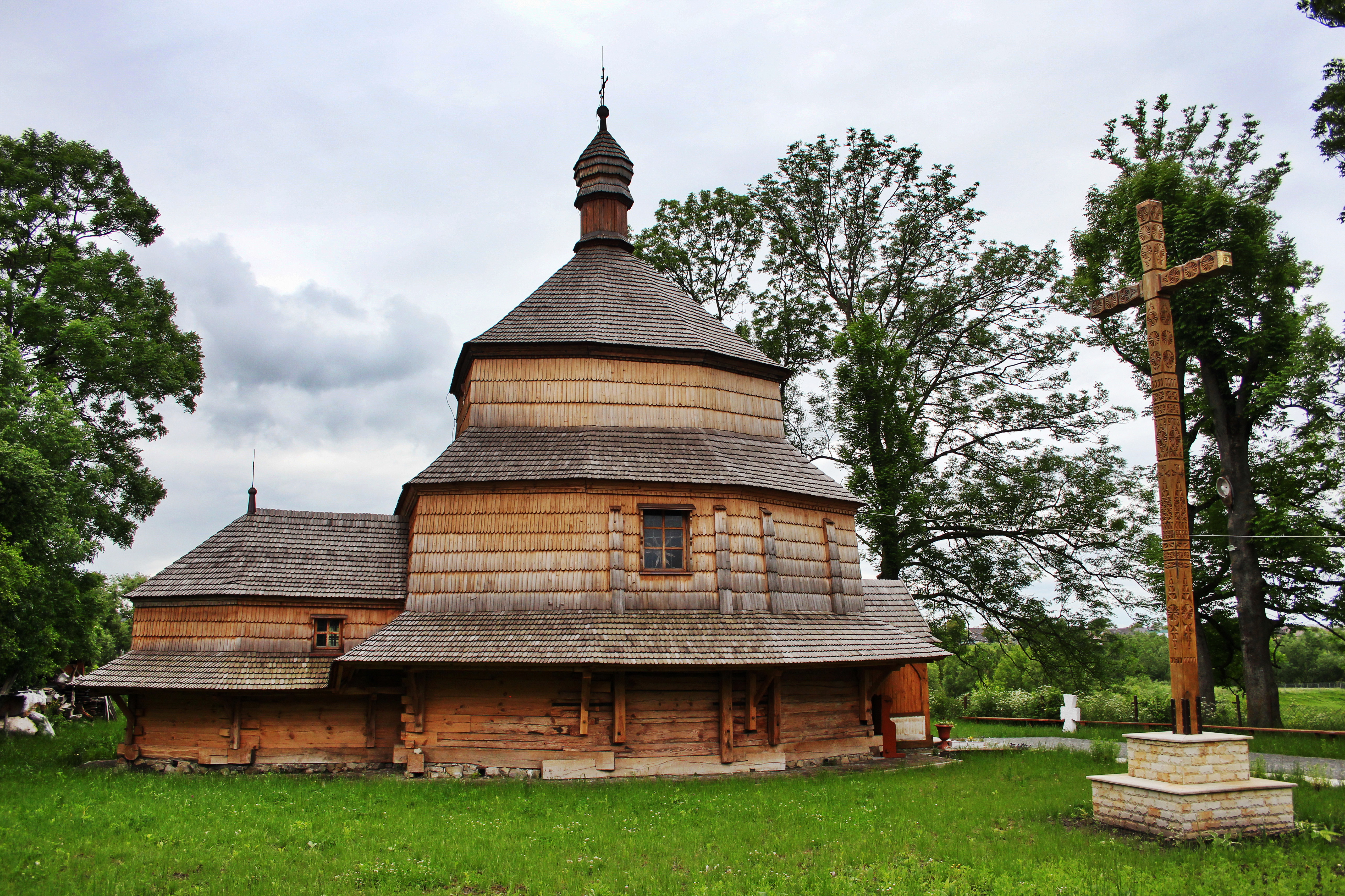
Дерев'яна церква святої Параскеви

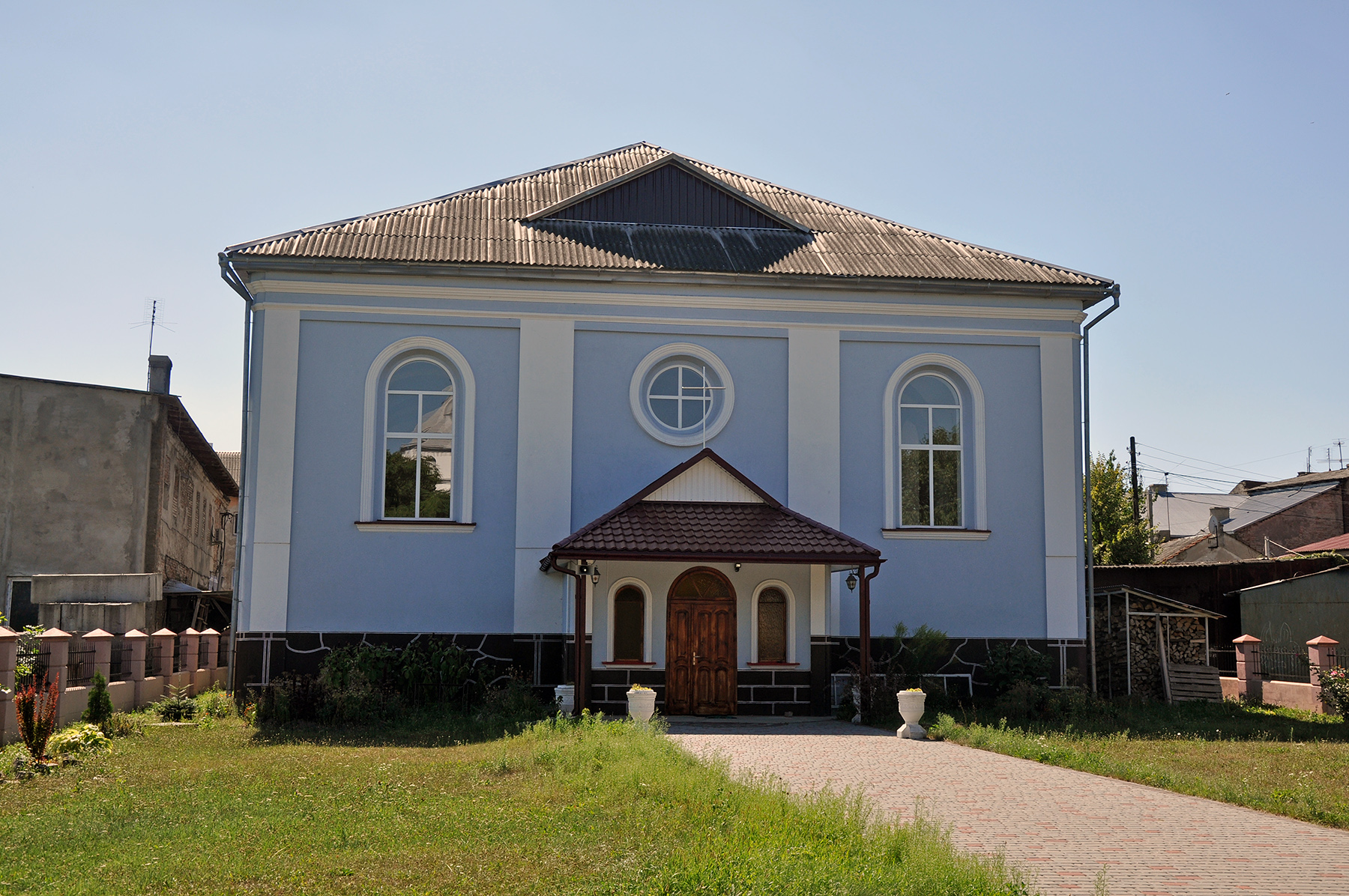
Будівля синагоги

Пам'ятки архітектури, включені у Державний реєстр культурного надбання:
- Дерев'яна церква святої Параскеви з дзвіницею (охоронний № 441/1, 441/2).
- Церква Святого Онуфрія з дзвіницею у передмісті Воляни (охоронний № 1342/1, 1342/2).

Пам'ятки архітектури місцевого значення:
- Будівля колишнього повітового суду.
- Костел Святого Станіслава.
- Церква Святих Петра і Павла, збудована до 900-ліття міста та освячена у 1998 році[11].
- Палац графа Бадені.
- Велика міська синагога, споруджена у 1842—1843 роках у стилі бароко. Під час другої світової війни елементи інтер'єру головного залу синагоги використовували як будівельний матеріал. За радянських часів у синагозі діяв спортзал, потім було облаштовано склад. Нині одну частину будівлі синагоги займають житлові приміщення, а незаселену частину, на початку 2000-х років, з метою збереження цінної пам'ятки, було вирішено передати громаді християн-євангелістів, яка частково відновила будівлю[12].

Пам'ятки історії, включені у Державний реєстр культурного надбання:
- Пам'ятник на братській могилі жертв репресій (1993), на старому цвинтарі (охоронний № 1449).
- Пам'ятник на братській могилі воїнів УПА (1995), на Новому цвинтарі (охоронний № 1450).

Пам'ятки історії, місцевого значення:
- Пам'ятник першому Президенту ЗУНР Євгену Петрушевичу був встановлений на подвір'ї Буської гімназії імені Євгена Петрушевича та під час святкування 90-ліття від часу проголошення ЗУНР, 1 листопада 2008 року, був урочисто відкритий[13][14].
- меморіальну таблицю, першу в Україні, на честь першого Президента ЗУНР Євгена Петрушевича було відкрито 28 червня 1991 року на фасаді будівлі колишнього універмагу[15].

Пам'ятки садово-паркового мистецтва:
- Парк імені Івана Франка.

Також у Буську знаходиться найстаріший на теренах України та один з найстаріших у Європі кіркут (єврейський цвинтар), якому майже 500 років. Найстаріше поховання датується 1520 роком, а на тій мацеві (могильній плиті) збереглася епітафія: «Отримав прикрасу замість пороху. Тут похована людина ввічлива, пан Єгуда, син пана Якова, званого Юдою. Помер у вівторок 5-го кіслева у році 5281 року від створення світу (23 листопада 1520 року). У вузлі життя нехай його душа буде пов'язана із душами Авраама, Ісаака, Якова і усіх боголюбивих людей». Останні поховання на цвинтарі здійснювались під час німецької окупації. Так протягом 1943—1944 років підпорядковані гестапо підрозділи поліції проводили на цвинтарі масові розстріли та захоронення євреїв, утримуваних у Буському гетто (було розстріляно понад 3 000 євреїв). В пам'ять про євреїв, розстріляних у Буську у часи німецької окупації, єврейське товариство «Сохнут» встановило у 2004 р. коштом міжнародного центру «Холокост» імені доктора Александра Шварца на цвинтарі встановлено монумент з чорного граніту з написами українською та івритом: «В пам'ять святої громади євреїв Буська та району, по-звірячому знищених нацистами у 1941—44 рр.».

## Засоби масової інформації
- Районна газета «Воля народу».
- Буське районне радіомовлення.
- Буський медіа-портал інформаційних новин.
- Ютуб канал «Буськ НАШ».

## Карти

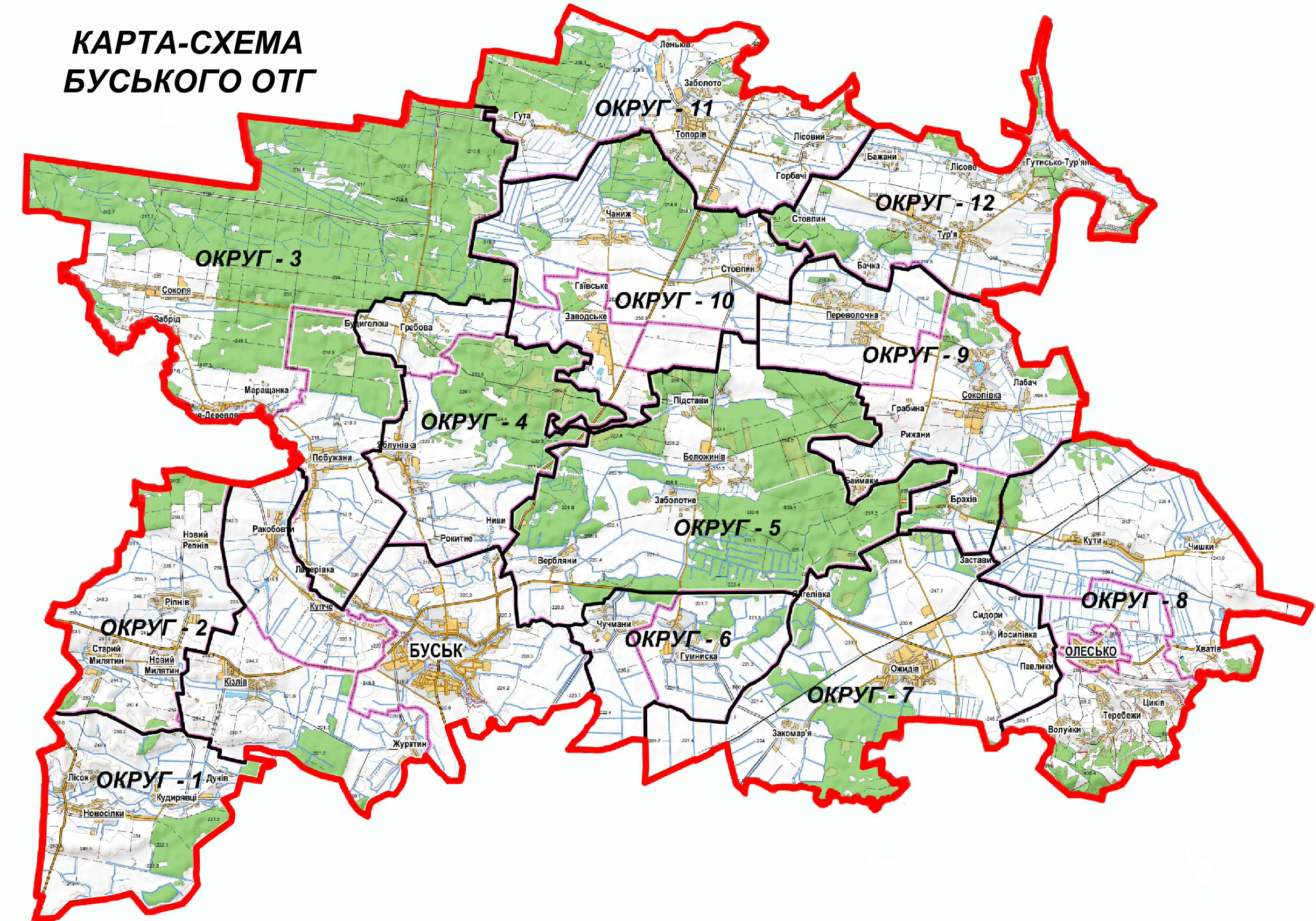

## Міста Побратими
- Сватове Луганська область[16].

## Відомі люди

### Народилися
- Боцян Йосиф — єпископ Української Греко-Католицької Церкви; єпископ Луцький (1914).
- Грудзевич Олег (нар. 26 червня 1958) — доктор фізико-математичних наук, професор, завідувач кафедрою ядерної фізики Обнінського державного технічного університету атомної енергетики.
- Кольбух Михайло (1889—1957) — римо-католицький священник, перший місіонер Згромадження Ордену оо. Салетинів зі Львівщини.
- Павлюк Ярослав — український письменник і журналіст.
- Святослав Іванович Пахолків — командир сотні УПА «Бистрі», лицар Бронзового хреста бойової заслуги УПА.
- Петрушевич Євген — Голова Національної Ради, згодом Президент ЗУНР.
- Рудий Сергій Петрович (1979—2023) — солдат Збройних сил України, учасник російсько-української війни.
- Свєнціцький Іларіон — український філолог, етнограф, музеєзнавець, громадсько-культурний діяч.
- Чучман Сидір — вояк УСС, УГА та Січових Стрільців, фінансовий референт ОУН.
- Чучман Юліян — ад'ютант Державного секретаря військових справ ЗУНР Дмитра Вітовського.
- Шепс Мориц — австрійський журналіст та політичний діяч, видавець Віденської газети «Wiener Tageblatt».
- Яцковський Ян (1840, с. Рокшин (нині — передмістя Буська), Королівство Галичини та Володимирії, Австрійська імперія — 3 березня 1925, м. Буськ, Польща) — польський та австрійський громадсько-політичний діяч, бургомістр Буська (1896—1899).

### Мешкали
- Калиневич Сильвестр — греко-католицький священник, доктор богослов'я, багаторічний парох церкви святої Параскевії в Буську, голова філії місцевої «Просвіти» (1911—1939).
- Мигаль Іванна — оперна співачка.

## Історичні світлини

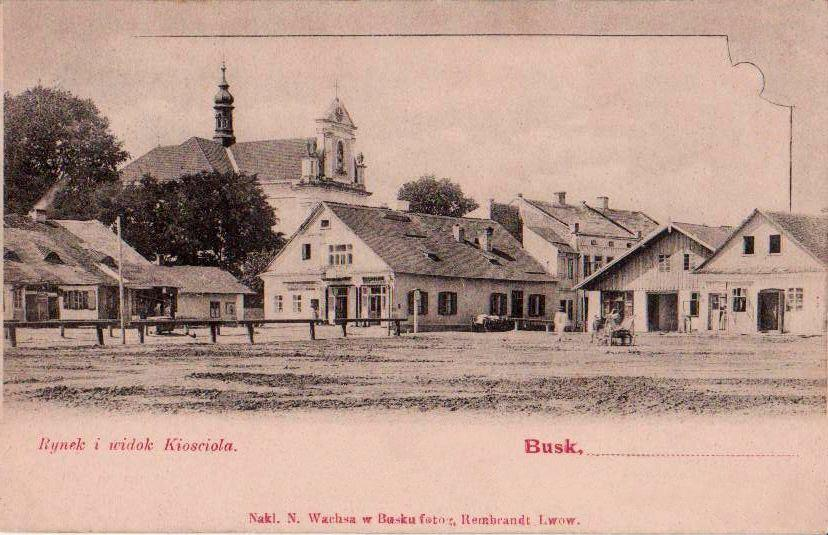
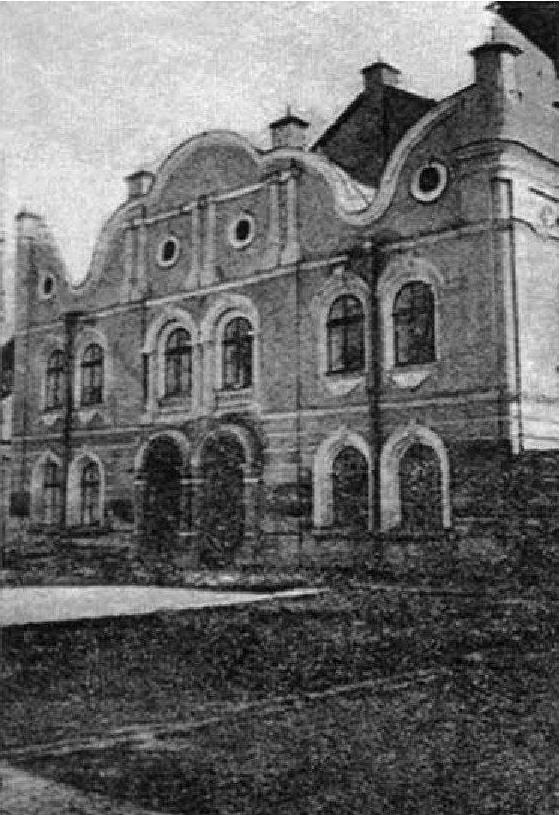
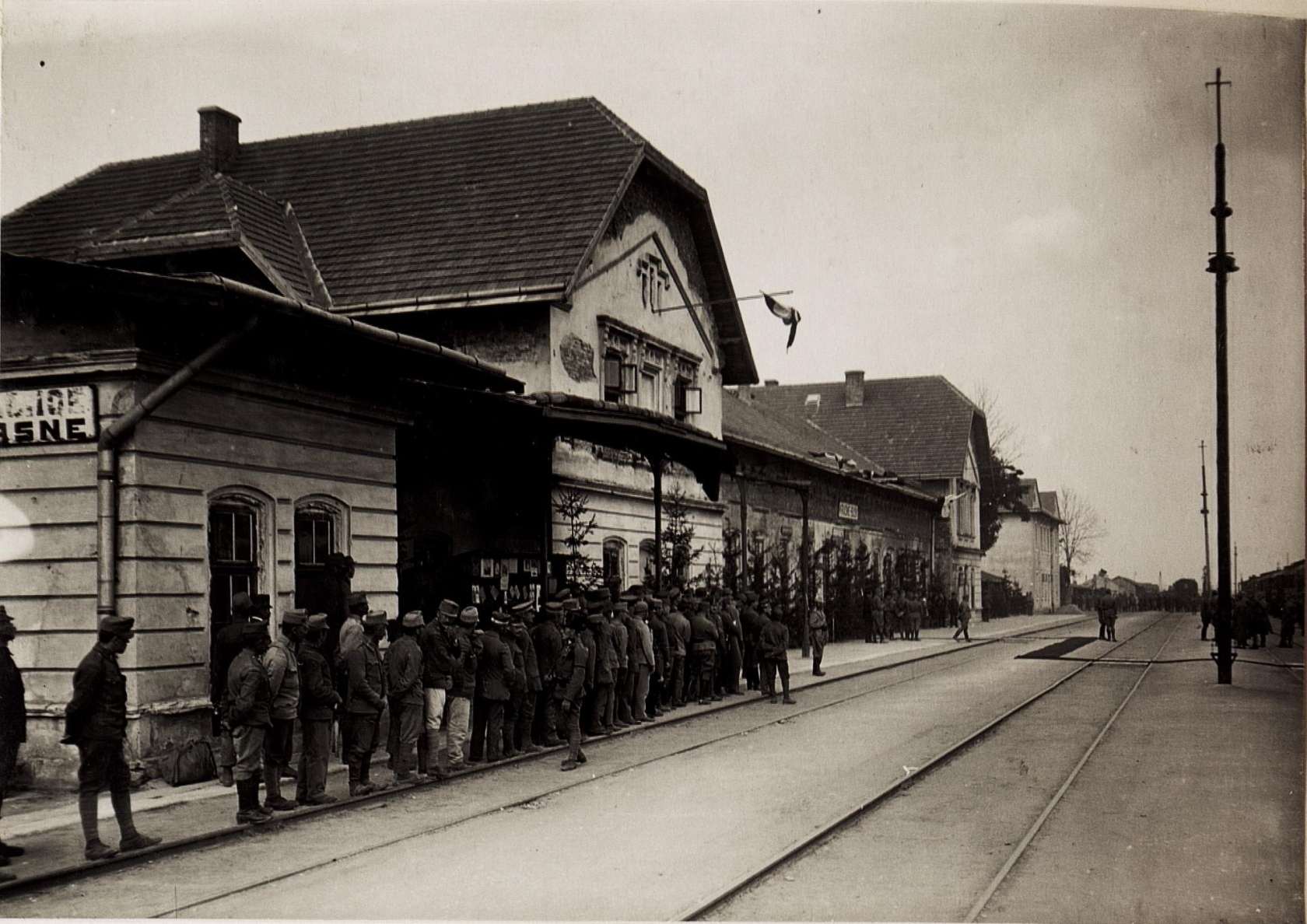
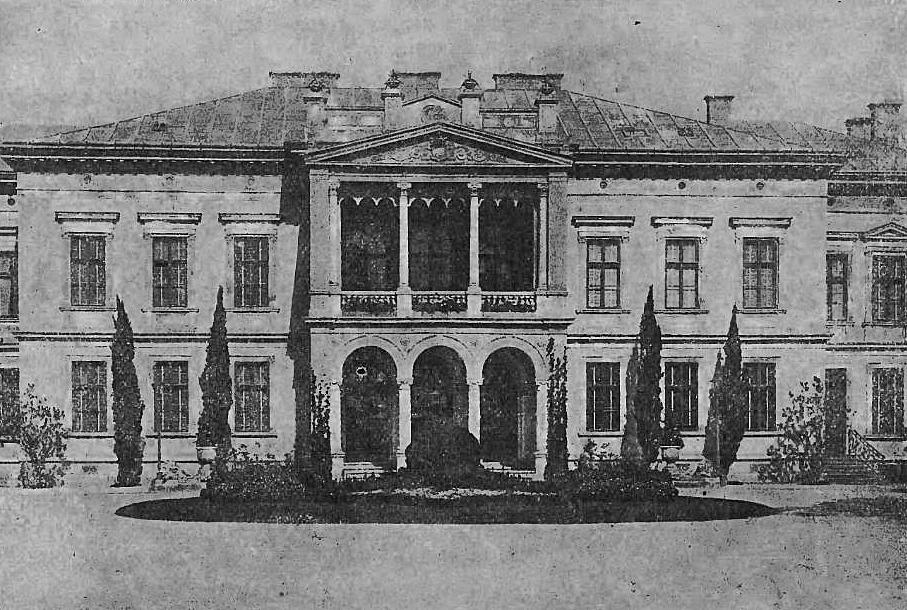

### Померли
- Бадені Казимир — шляхтич із роду Бадені, граф, австрійський державний діяч, польський поміщик.
- Чайковський Роман — поет, журналіст, автор мотто Декалогу українського націоналіста («Я Дух одвічної стихії…»), священник.

## Галерея

Пам'ятник на площі Ринок
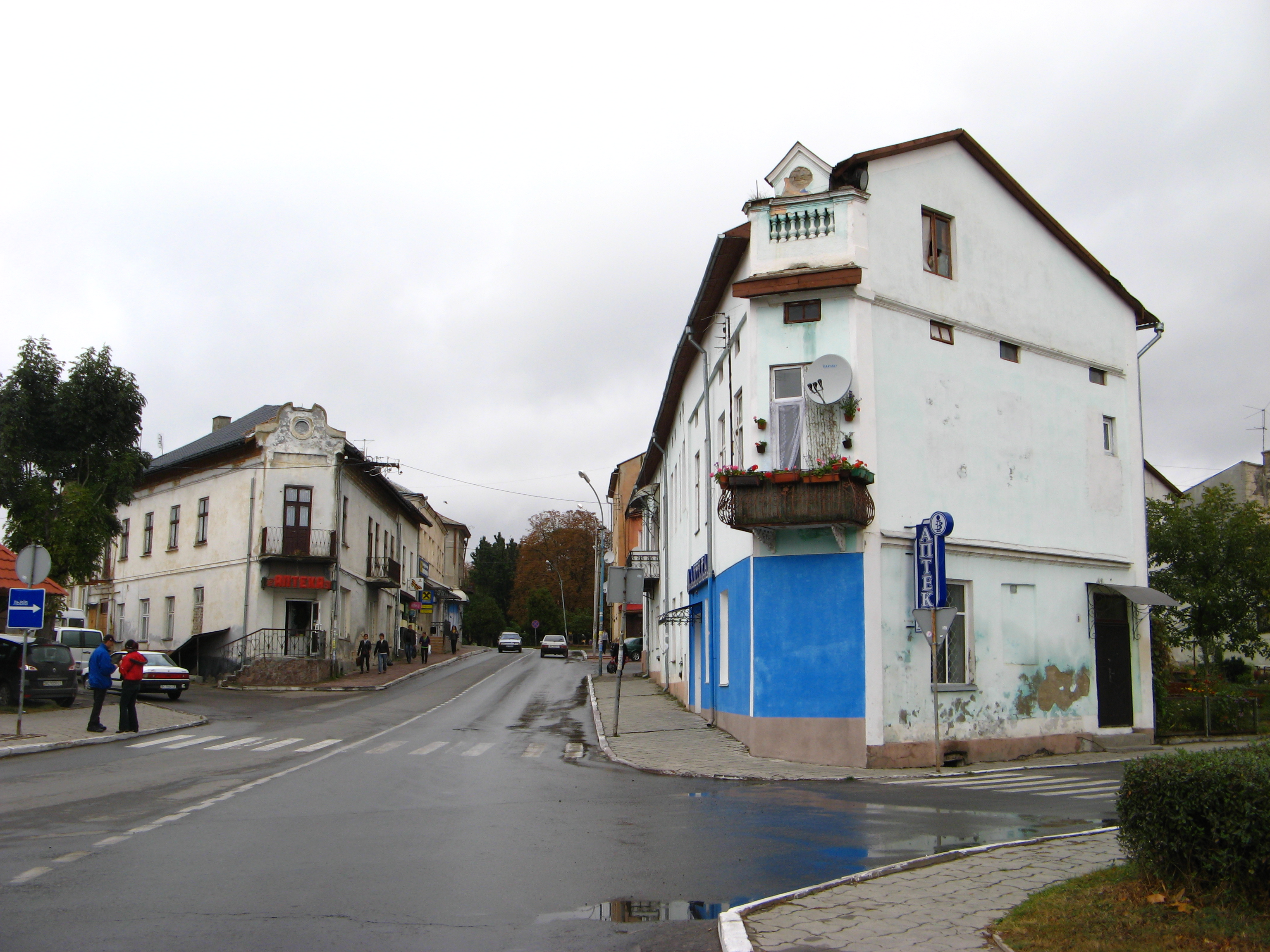
Старі кам'яниці в центрі міста
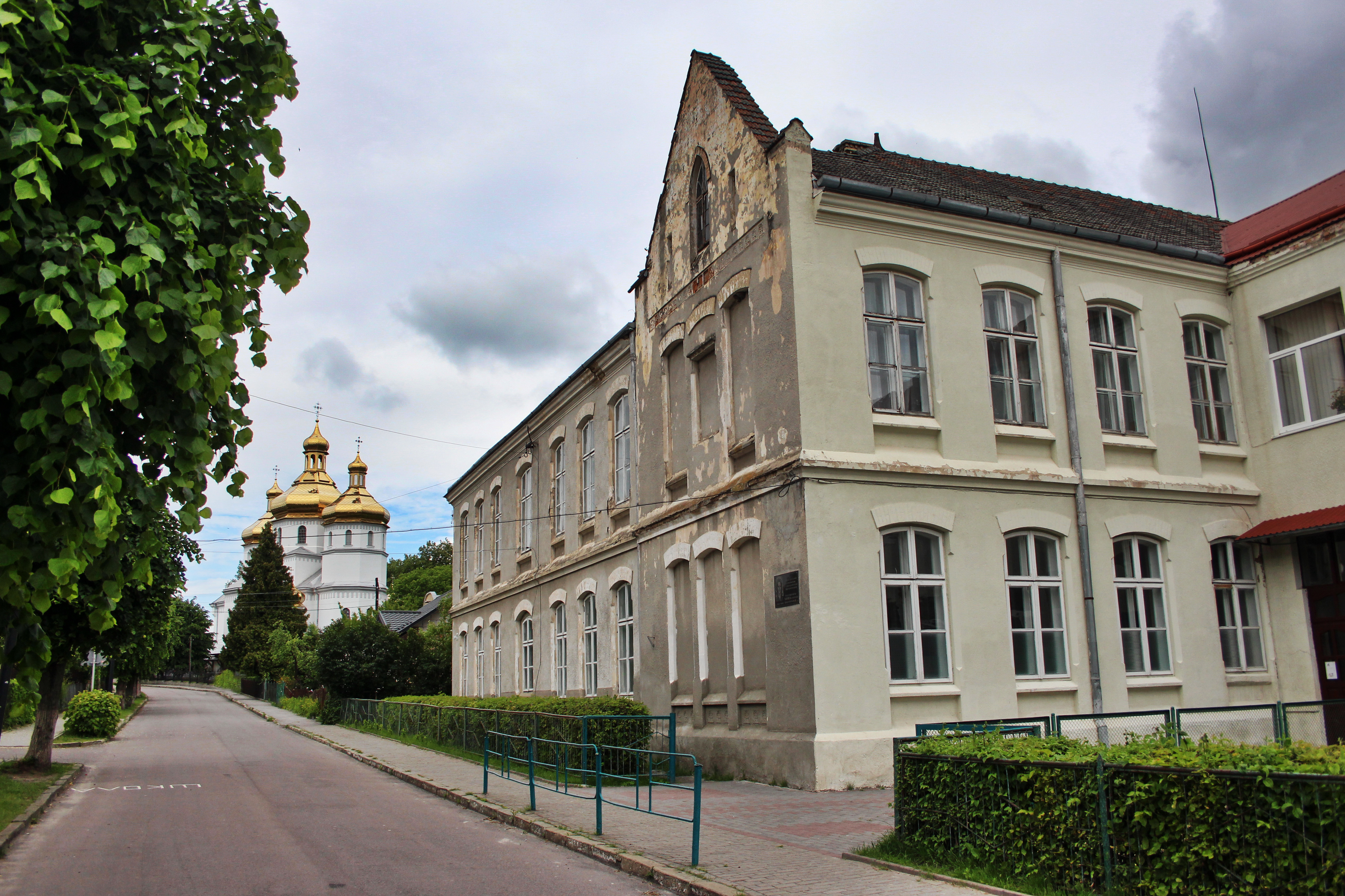
Школа
Церква Петра і Павла
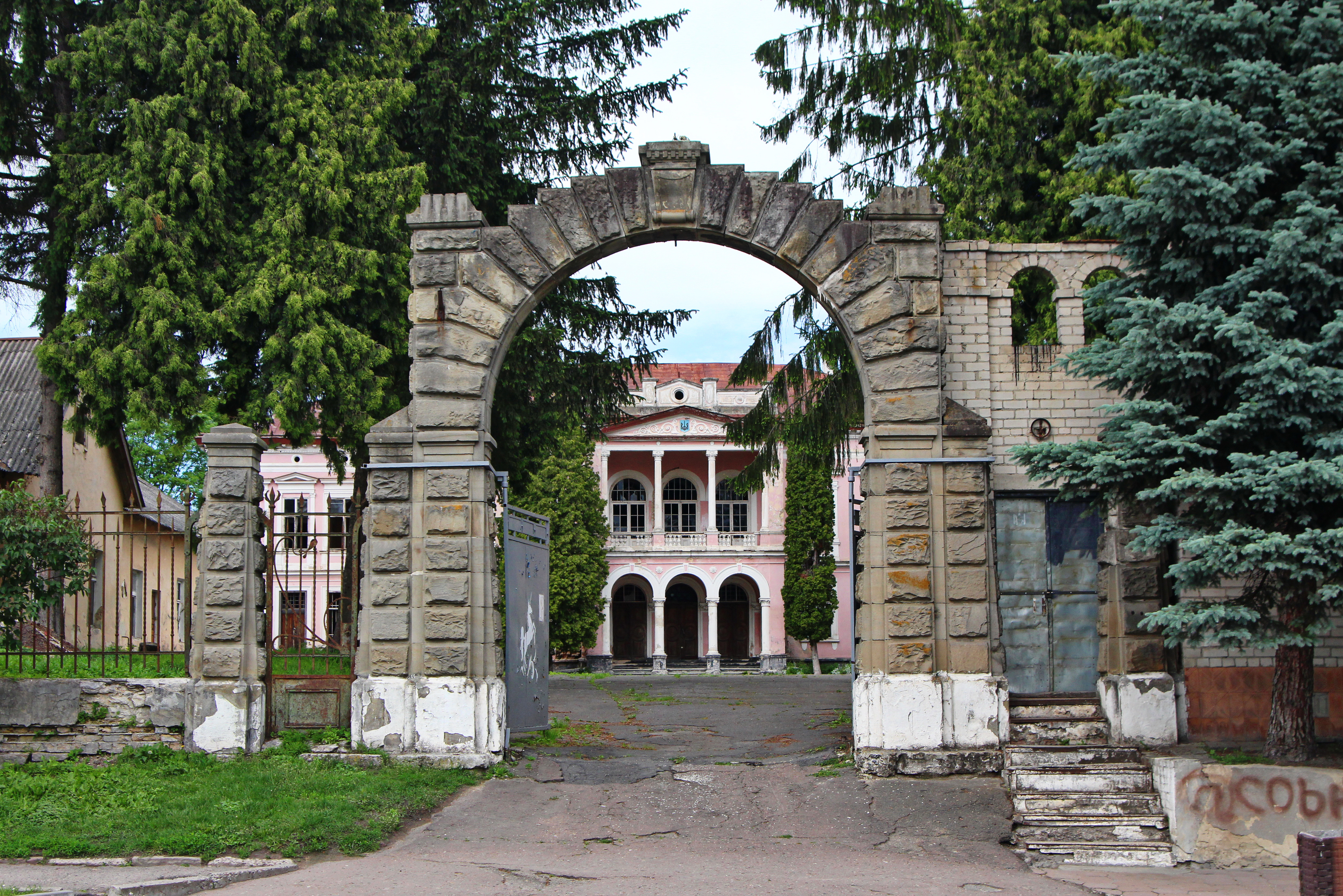
В'їзна брама палацу
Ратуша

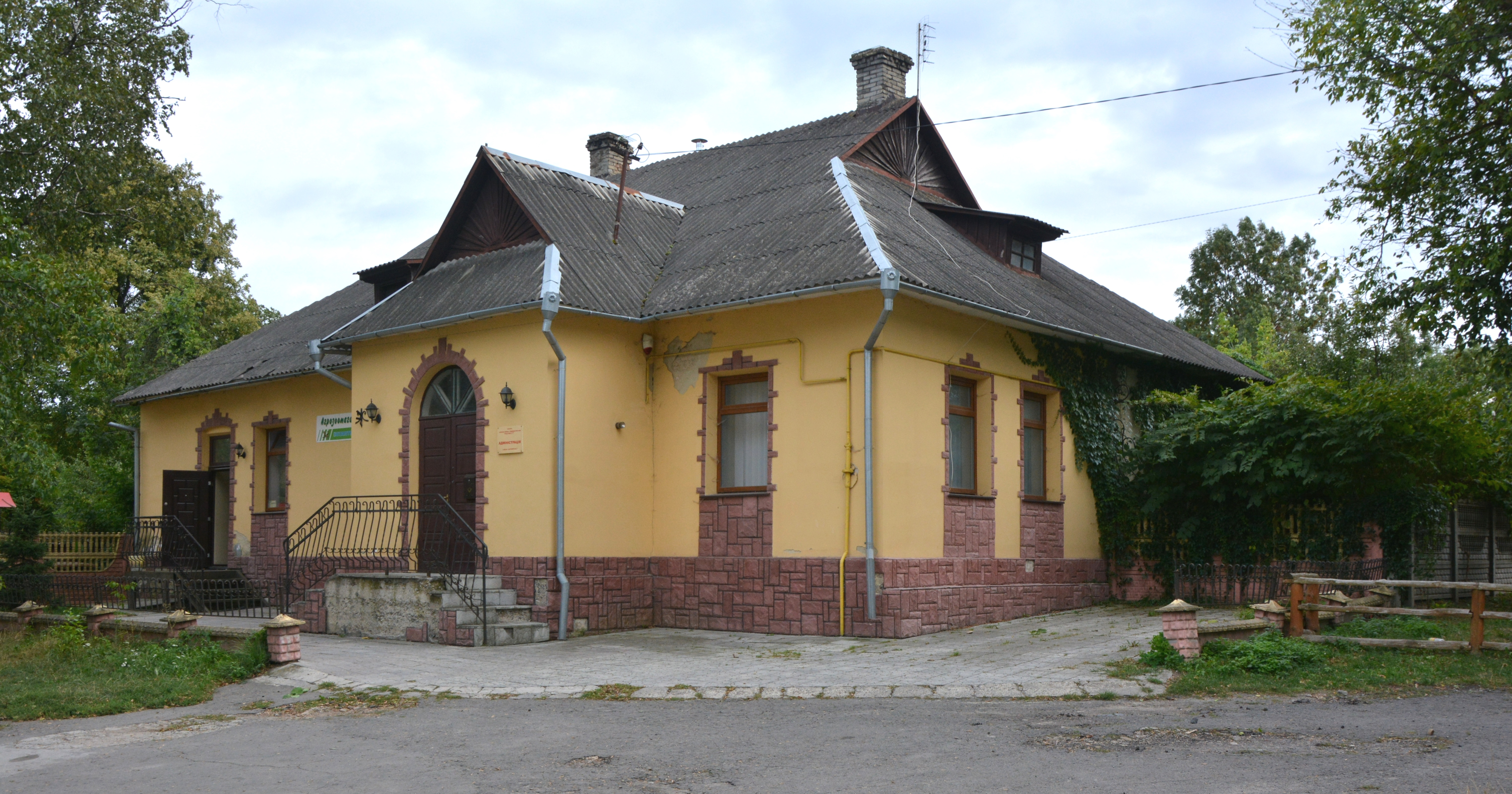
Кам'яниця
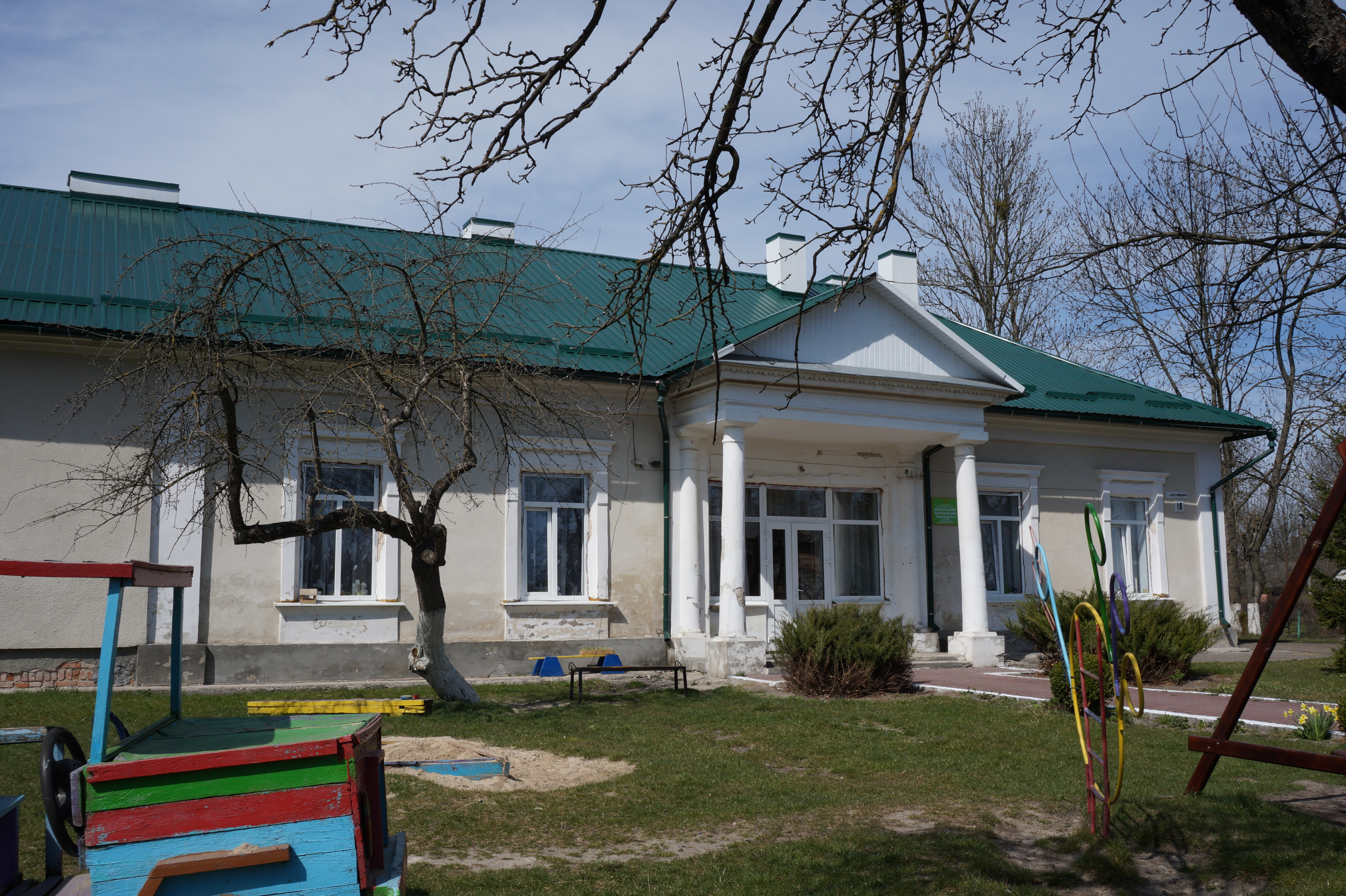
Садиба
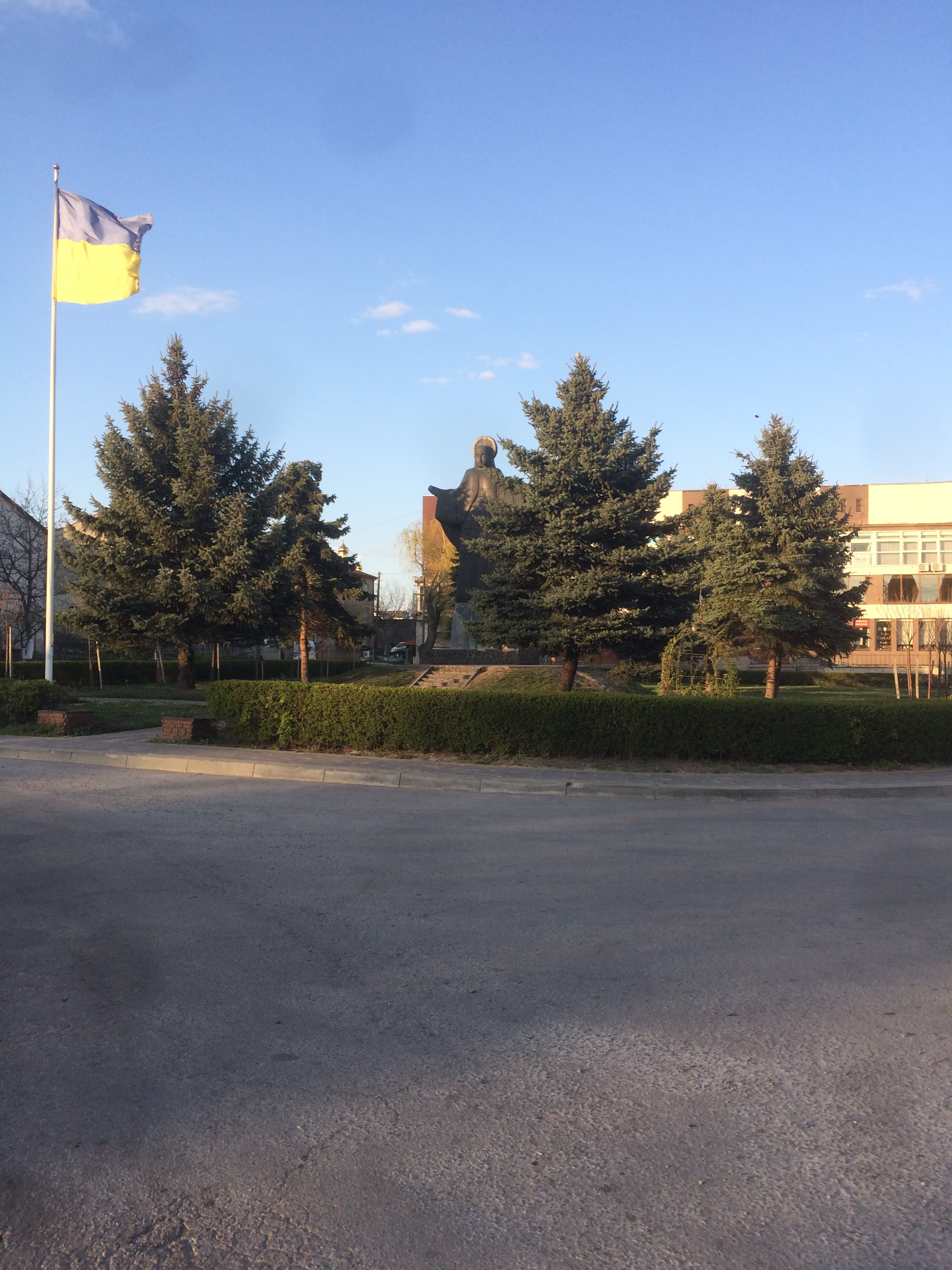
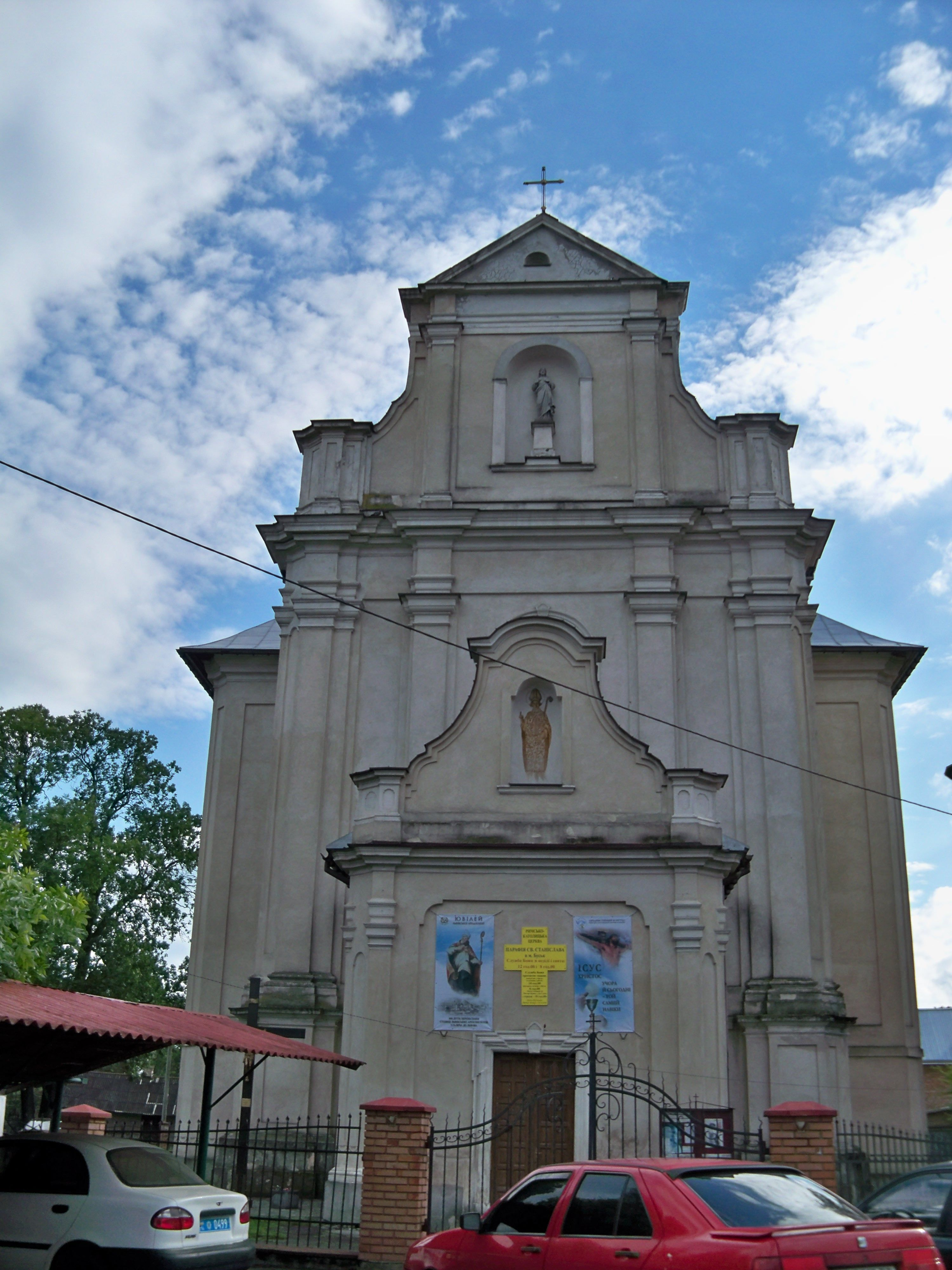
Костел святого Станіслава
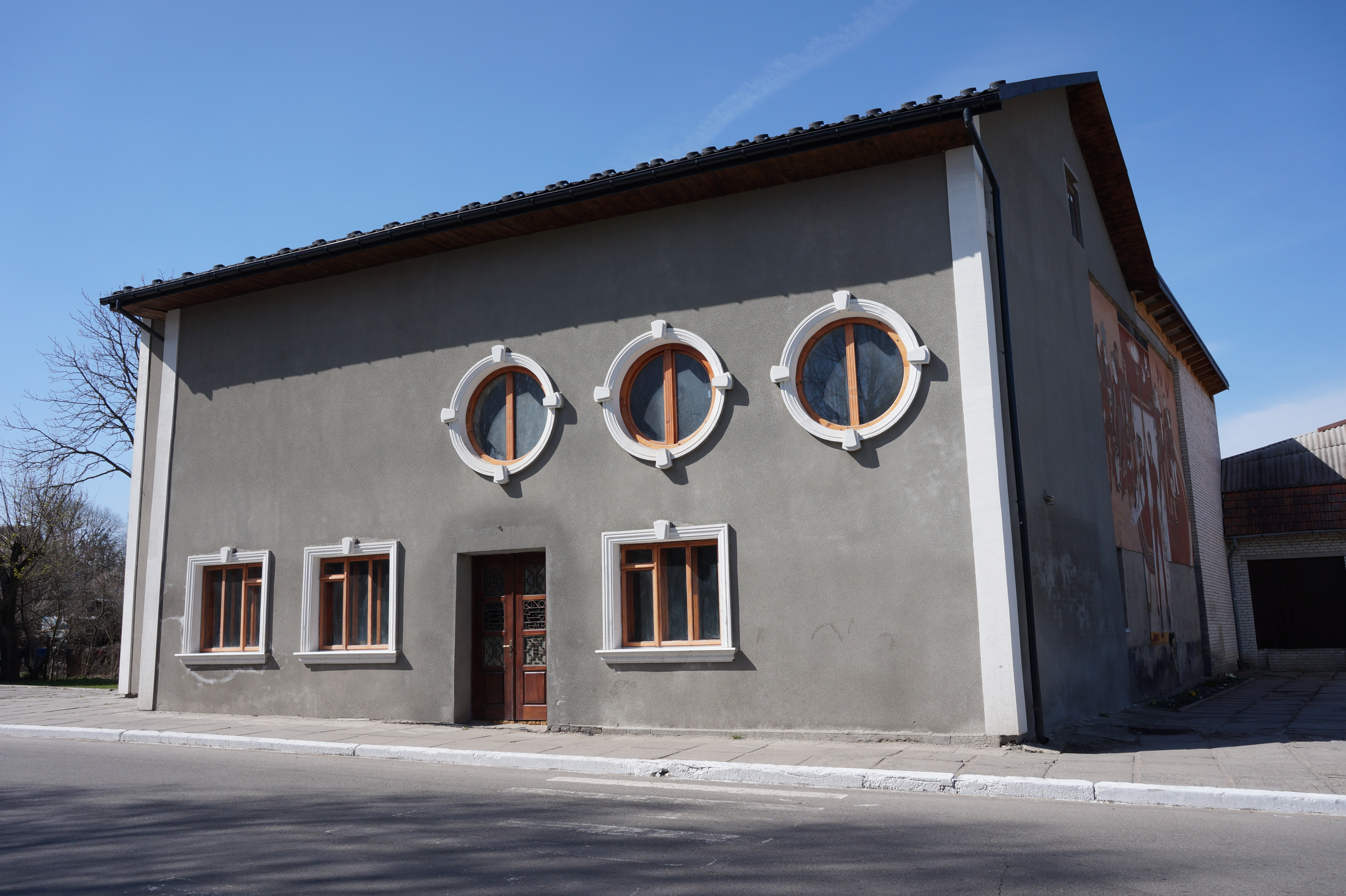
Кінотеатр
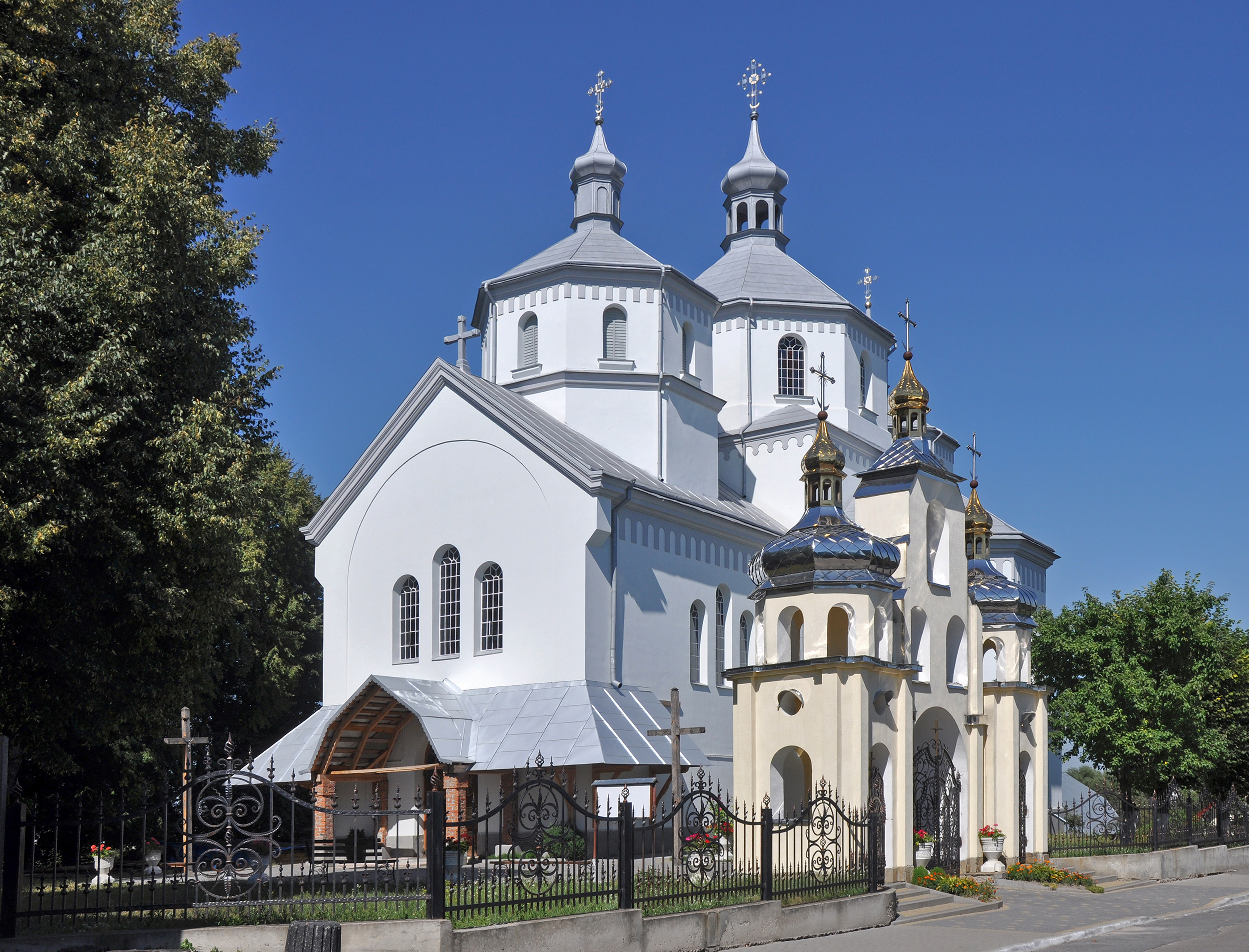
Церква святого Миколая